# Antoninián

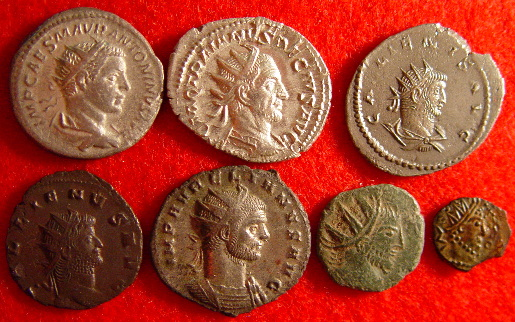
Typy antoniniánů

Antoninián (latinsky antoninianus) je název římské stříbrné mince ražené ve 3. století n. l. Označení antoninián pochází až z pozdější doby, soudobý termín není znám.
Ražbu antoniniánů zavedl roku 215 císař Caracalla (jehož vladařské jméno znělo Marcus Aurelius Severus Antoninus) a jejich hodnota odpovídala dvoudenáru, třebaže váha byla nižší. Na averzu byla vždy zobrazena hlava císaře či císařovny, revers jednotnou podobu neměl. V letech 222 – 238 nebyly antoniniány přechodně raženy, avšak již za císaře Philippa Araba (244 – 249) se z nich stalo hlavní platidlo říše. Podíl stříbra, zpočátku dosahující 40 %, postupně klesal a nakonec obnášel pouhá 2 %. Během měnové reformy za Diocletiana (284 – 305) byly znehodnocené antoninány staženy z oběhu a roku 293 nahrazeny follis.